# Eintracht Frankfurt Museum
Das Eintracht Frankfurt Museum in Frankfurt am Main widmet sich der Geschichte und den Erfolgen des Fußballvereins Eintracht Frankfurt. Das Museum wurde am 27. November 2007 eröffnet. Es befindet sich in der Haupttribüne des Deutsche Bank Parks und wird geleitet von Matthias Thoma.

## Vorgeschichte
Das Museum geht auf das private Archiv von Heiner Stocke zurück, der nach 1945 geschäftsführendes Mitglied im Vorstand von Eintracht Frankfurt war, in verschiedenen Vereinsgremien und -kommissionen mitarbeitete und u. a. für Ehrungen und Jubiläen zuständig war. Nach dessen Tod wurden die Bestände vom Frankfurter Sportmuseum übernommen, das in den 1990er Jahren in der Radrennbahn des alten Waldstadions eingerichtet worden war.
Einen weiteren Anstoß gab die anlässlich der 100. Geburtstage von Eintracht Frankfurt sowie des FSV Frankfurt 1999 von Thomas Bauer vom Historischen Museum Frankfurt konzipierte Sonderausstellung zur Frankfurter Fußballgeschichte. Im gleichen Jahr beschloss Eintracht Frankfurt die Einrichtung eines Vereinsarchivs am Riederwald. Es gelang, das Archiv von Stocke und weitere private Sammlungen zu übernehmen und die Sammlung kontinuierlich zu erweitern, so dass der verfügbare Platz in der Geschäftsstelle des Vereins am Riederwaldstadion bald nicht mehr ausreichte.
Auf Betreiben und mit Spenden der Fans wurde 2004 ein Replikat der 1959 gewonnenen Meisterschale angefertigt und an das Meisterteam übergeben. 2005 bzw. 2006 folgten Nachbildungen des UEFA- und des DFB-Pokals. Nach der Fußball-Weltmeisterschaft 2006 beschloss der Verein die Gründung des Eintracht Frankfurt Museums und konnte dazu Räumlichkeiten in der Arena übernehmen.
Die Arbeit des Museums wird von einem im Oktober 2007 gegründeten Förderverein unterstützt; das Museum selbst ist Mitglied im Netzwerk deutscher Fußballmuseen und Vereinsarchive.

## Ausstellung und Museumsangebote

### Dauerausstellung
Auf einer Ausstellungsfläche von 430 m² werden mehr als 300 Exponate gezeigt. Eine Dauerausstellung widmet sich der Geschichte von Eintracht Frankfurt von der Gründung bis zur Gegenwart; neben dem Fußball werden auch die anderen Abteilungen und Sportarten des Vereins gewürdigt.
Zu den wichtigsten Exponaten zählen die Gründungsurkunde des Vorgängervereins Frankfurter FC Victoria 1899 vom 8. März 1899, der Originalball des Endspiels im Europapokal der Landesmeister 1960 sowie zahlreiche gewonnene Pokale oder deren Nachbildungen, aber auch die von Alex Meier in der Bundesligasaison 2014/15 gewonnene Torjägerkanone. Hinzu kommen Bild- und Tondokumente.

### Sonderausstellungen und Projekte
In Sonderausstellungen werden historische Ereignisse der Frankfurter Sportgeschichte gewürdigt: 2014 befasste sich eine Ausstellung mit den Wirkungen des Ersten Weltkriegs, 2015 wurde die Arbeiterolympiade von 1925 im Frankfurter Stadion beleuchtet. 2019 war eine Ausstellung der gewonnenen (1959) und der verpassten (1992) Deutschen Meisterschaft gewidmet.
Ein besonderes Anliegen ist Eintracht Frankfurt und seinem Museum auch die Aufarbeitung der Vereinsgeschichte während der Zeit des Nationalsozialismus und die Erinnerung an ehemalige jüdische Sportler und Opfer des Holocaust: Verein und Museum beteiligen sich regelmäßig an der Verlegung von Stolpersteinen zum Gedenken an die im Nationalsozialismus ermordeten Mitglieder und unterstützen das Rechercheprojekt „50 Eintrachtler: Jüdische Sportler, Funktionäre und Fans von Eintracht Frankfurt“. 2019 wurde das Projekt „Frankfurt. Theresienstadt. Eine Spurensuche“ durchgeführt. Neben fünf Themenabenden organisierte das Museum eine Reise ins ehemalige KZ Theresienstadt und stiftete dort eine Gedenkplatte zur Erinnerung an die Opfer des Nationalsozialismus.
2018 initiierte die Eintracht ein neues Projekt zur Erforschung des Vereinslebens im Nationalsozialismus. Im ersten Schritt wurde das Fritz Bauer Institut mit einer Studie „Vereinsführer – Vier Funktionäre von Eintracht Frankfurt im Nationalsozialismus“ beauftragt, die im November 2020 in einer Veranstaltung im Museum vorgestellt und veröffentlicht wurde. Daran anknüpfend soll 2021 die Auseinandersetzung mit der eigenen Vergangenheit im Projekt „Spurensuche II“ fortgesetzt werden. Das Museum und die Fanbetreuung der Eintracht kooperieren hier weiterhin mit dem Fritz-Bauer-Institut.

### Veranstaltungen und Museumspädagogik

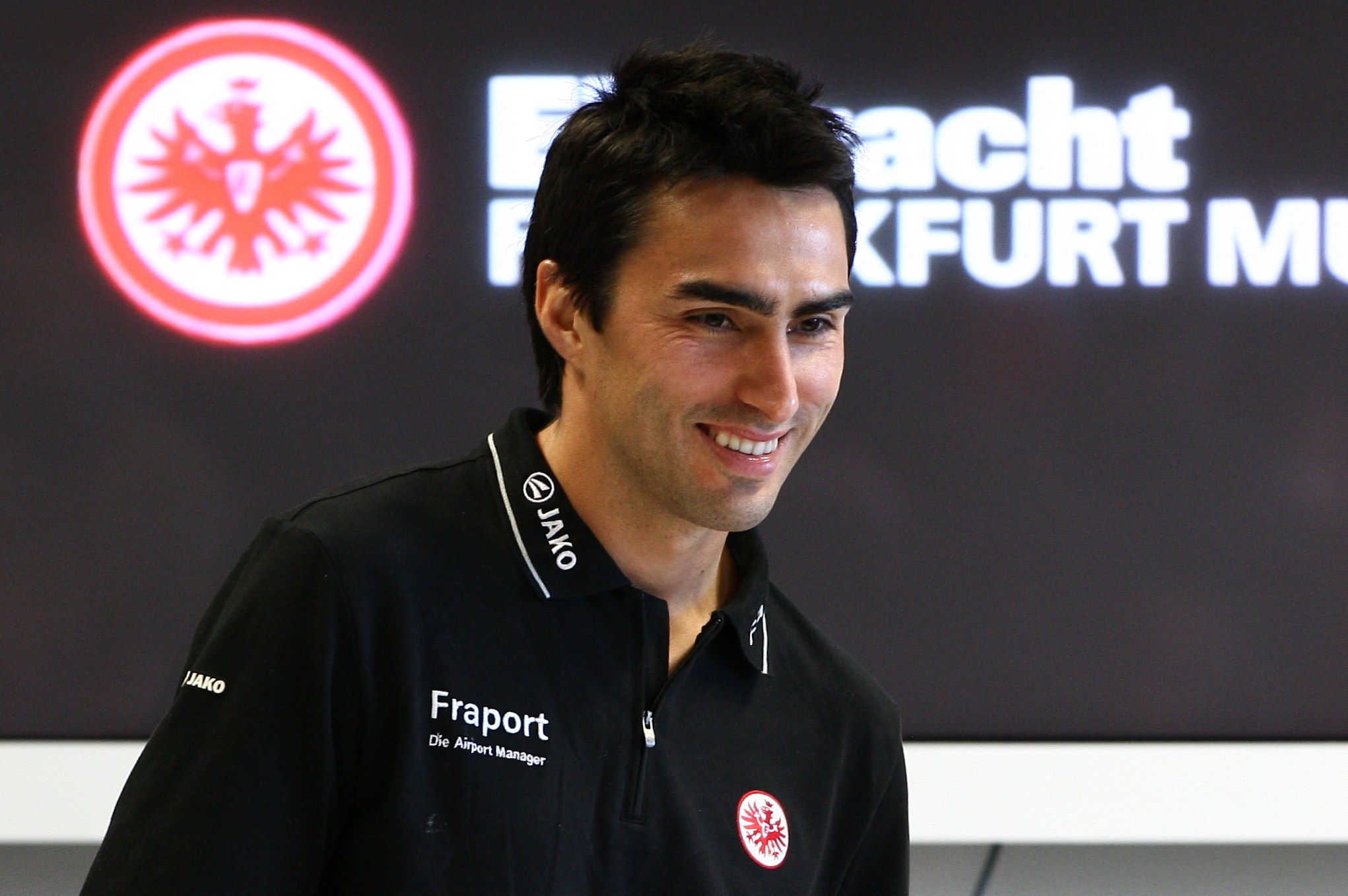
Eintracht-Spieler Chris bei einer Kinder-Pressekonferenz im Museum (Oktober 2010)

Das Angebot des Museums wird abgerundet durch Führungen durch die Sammlung und die Katakomben des Stadions, über das Stadiongelände sowie „auf den Spuren der Eintracht“ durch die Stadt Frankfurt. Regelmäßig werden Veranstaltungen in der Reihe „Tradition zum Anfassen“ mit ehemaligen Spielern, Funktionären und anderen der Eintracht verbundenen Personen organisiert. Für Schulklassen und Schülergruppen werden altersgemäße Führungen, Workshops und Projekttage zu politischen und historischen Themen angeboten.
Das Museum ist außerdem am Projekt „Football makes history“ beteiligt, welches sich mit Hilfe des Fußballs für Diversität und soziale Teilhabe einsetzt und neue Tools der pädagogischen Arbeit entwickeln und erproben möchte.

### Publikationen
Die Arbeit des Museums wird im Internet auf der Museumswebsite (z. B. mit einer Serie von Porträts über die Gründungsmitglieder des Vereins), im Jahrbuch des Museums sowie in Broschüren und anderen Einzelpublikationen dokumentiert.

### Sonstiges

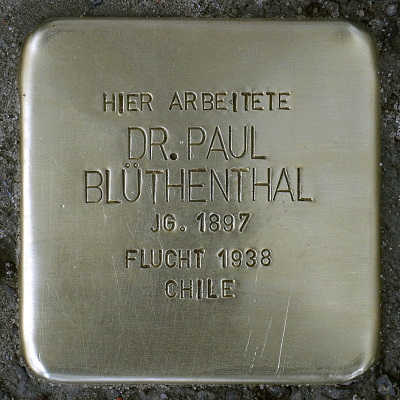
Stolperstein Mörfelder Landstr. 326 Paul Blüthenthal

Vor dem Museum liegt ein Stolperstein für Paul Blüthenthal, einem ehemaligen Förderer des Fußball und der Leichtathletik, vor dem Zweiten Weltkrieg.